# Josef Krejcik
Josef Emil Krejcik (* 22. Jänner 1885 in Rudolfsheim in Wien; † 4. Jänner 1957) war ein österreichischer Schachspieler.

## Leben
Krejcik zog frühzeitig nach Olmütz in Mähren und besuchte dort Volksschule und Gymnasium. Nach seiner Matura studierte Krejcik an der Universität Wien Philosophie (Abschluss: Dr. phil.). Er arbeitete als Lehrer und im Auktionshaus Dorotheum als Experte für alte Drucke.

## Schach

### Spieler
Krejcik lernte nach eigener Aussage das Schachspiel an Ostern 1898 von dem Hochbegabten Karl Andreaschek, der jedoch jung verstarb. Somit erlebte Krejcik als Zuschauer das Kaiser-Wilhelm-Jubiläumsschachturnier 1898 als sein erstes großes Schachturnier.
In Wien trat Krejcik zur Studienzeit in den Akademischen Schachverein ein, wo er nach eigenen Angaben zu den vier stärksten Spielern gehörte, während er die stärksten Schachspieler in Olmütz besiegen konnte. Er spielte während seiner Studienferien oftmals mit durchreisenden Meistern. Ein von Josef von Grimmenstein 1905 veranstaltetes Schachturnier, an dem auch Oldřich Duras und Carl Schlechter teilnahmen, beendete Krejcik ohne Niederlage.
In Wien spielte Krejcik im Café Central unter anderem mit Milan Vidmar, Savielly Tartakower, Giovanni Martinolich, Julius Perlis, Leopold Löwy, Rudolf Spielmann und Siegfried Wolf. Er trat um diese Zeit auch dem Wiener Schachklub bei. Krejcik nahm an den Trebitsch-Schachturnieren des Wiener Schachklubs teil, erzielte aber nur mittelmäßige Resultate, was Krejcik auf die hohe Anstrengung während der Turniere zurückführt. Dennoch gewann er mehrere Schönheits- und Spezialpreise in den Turnieren. Er gewann das Turnier des Wiener Schachklubs 1917 und sein letztes Turnier, das Bendiner-Gedächtnis-Turnier 1931. Im Schlechter-Turnier 1920 erreichte Krejcik den geteilten zweiten bis dritten Preis mit Ernst Grünfeld.
Gemeinsam mit Hans Kmoch erhielt Krejcik 1921 den Meistertitel des Österreichischen Schachverbands. Das Monstre-Blitzturnier des Messe-Kongresses 1922 beendete Krejcik auf dem geteilten fünften bis achten Platz von über 100 Teilnehmern, punktgleich mit Aljechin.
Gute Resultate erzielte Krejcik auch in Matchpartien. Er verlor keine Partien in Vereinswettkämpfen und Städtewettkämpfen zwischen 1920 und 1930.
Unter seinen wenigen Fernpartien blieb ihm der Kampf gegen Max Blümich 1904–1906 in Erinnerung, der 4:4 endete. Bei einer Blindschachvorstellung im Café Herz 1909 erzielte Krejcik ein Resultat von vier Siegen und zwei Niederlagen aus sechs Partien. Im Landstraßer Schachbund 1911 erreichte er „sehend“ bei einer Simultanvorstellung 26:1 Punkte bei drei Unentschieden. Einen Rekord stellte Krejcik nach eigenen Angaben zu Pfingsten 1910 auf, als er in Linz 25 Simultanpartien gab, die er alle verlor, wofür er den Frühschoppen und die große Hitze verantwortlich machte.
Aufgrund eines Herzleidens musste Krejcik 1931 das Turnierspiel einstellen.

### Theoretiker, Autor und Funktionär
Krejcik war an der Herausgabe von Georg Marcos Büchern zum Gambitturnier 1903, Karlsbader Turnier 1907 und Wiener Turnier 1908 beteiligt.
Krejciks Beiträge, in denen er eröffnungstheoretische Neuerungen beschrieb, erschienen in der Wiener Schachzeitung, einige Neuerungen wurden in das Handbuch des Schachspiels (sog. "Bilguer") übernommen. Auch Aufsätze über die Schachgeschichte sowie Turnierberichte und Humoresken erschienen dort zwischen 1905 und 1938. Er leitete viele Schachspalten, darunter Erdgeist 1908–1909, Neuigkeiten-Weltblatt 1908–1938, Sporttagblatt 1919–1921, Wiener Abendblatt 1921–1925 und Wochenausgabe 1923–1938. Auch gründete Krejcik die Urania-Schachkurse an Mittelschulen, die er jahrelang leitete.
1909 wurde Krejcik Obmann des Schachklubs „Steinitz“, bevor er 1920 Gründungspräsident des Österreichischen Schachverbands wurde. Dieses Amt behielt er bis 1925, wonach er zum ersten Ehrenmitglied des Verbands ernannt wurde. In seiner Zeit als Präsident des Österreichischen Schachverbands schuf Krejcik die Vereinswettkämpfe sowie die Haupt- und Qualifikationsturniere. Er organisierte maßgeblich die Schachturniere 1922 zum Messe-Kongress und 1923.
Krejcik komponierte einige Mattaufgaben und Studien und war Herausgeber der Meister des Problems von Georg Marco und Eduard Mazel.

## Partiebeispiel
|   | a | b | c | d | e | f | g | h |   |
| 8 |   |   |   |   |   |   |   |   | 8 |
| 7 |   |   |   |   |   |   |   |   | 7 |
| 6 |   |   |   |   |   |   |   |   | 6 |
| 5 |   |   |   |   |   |   |   |   | 5 |
| 4 |   |   |   |   |   |   |   |   | 4 |
| 3 |   |   |   |   |   |   |   |   | 3 |
| 2 |   |   |   |   |   |   |   |   | 2 |
| 1 |   |   |   |   |   |   |   |   | 1 |
|   | a | b | c | d | e | f | g | h |   |

1. e4 e5 2. d4 exd4 3. Dxd4 Sc6 4. De3 g6 5. Ld2 Lg7 6. Sc3 Sge7 7. 0–0–0 0–0 8. f4 a6 9. Sf3 f5 10. Lc4+ Kh8 11. Sg5 De8 12. exf5 Txf5 13. g4 Tf8 14. Dh3 h6
In dieser Stellung (siehe Diagramm) fand Krejcik eine Kombination, die er als eine seiner besten bewertete.
15. Thg1 b5 16. Sxb5 axb5 17. Lc3 h5 18. Td6 cxd6 19. gxh5 gxh5 20. Lxg7+ Kxg7 21. Sf7+ Sg6 22. Txg6+ Kxg6 23. f5+ Kf6 24. Dh4+ Kxf5 25. Dg5+ Ke4 26. Sxd6+ Kd4 27. c3 matt

## Werke
Die folgenden Werke hat Krejcik selbst geschrieben. Weitere Werke, die von Krejcik herausgegeben wurden, finden sich im Abschnitt Schach.
Humoresken:
- Josef Krejcik: 13 Kinder Caïssens. Dem Andenken Georg Marcos gewidmet. Mit 1 Porträt und 34 Stellungsbildern. Verlag der Wiener Schachzeitung, Wien 1924.
- Josef Krejcik: Artige und unartige Kinder der Schachmuse. Ein philosophisches Erbauungsbüchlein. Leipzig 1925. (Nachdruck: Edition Marco, Schachverlag Arno Nickel, ISBN 3-924833-12-5)
- Josef Krejcik: Mein Abschied vom Schach. Sterbliches und Unsterbliches aus der Mappe eines Wiener Altmeisters. Walter de Gruyter & Co., Berlin 1955.